# Batalla de Baguz
La batalla de Baguz fue una operación  ofensiva liderada por las Fuerzas Democráticas Sirias (FDS) contra el Estado Islámico de Irak y el Levante (ISIS), asistidas por las Fuerzas de la Coalición, que empezó el 9 de febrero de 2019, enmarcada en la ofensiva de Deir ez-Zor. La batalla tuvo lugar en los alrededores de la localidad siria de Al-Baghuz Fawqani, en el valle del Éufrates, cerca de la frontera con Irak.
Después de embolsar a los remanentes del ISIS en torno a un conjunto de aldeas densamente pobladas junto al curso del río Éufrates tras la primera semana de enfrentamientos, las FDS reconocieron haber embolsado a un número mayor de civiles de los inicialmente previstos. La mayor parte de estos civiles eran familiares de los combatientes extranjeros del ISIS. Bajo la supervisión de las fuerzas de la Coalición, las FDS cambiaron su estrategia en la batalla, lanzando violentos asaltos contra las posiciones del ISIS seguidos de pausas en los combates para permitir que los combatientes del ISIS se rindieran y los civiles que quedaban dentro de la bolsa pudieran ser evacuados de forma segura. Esta estrategia, que exigía numerosas pausas en el ritmo operacional, unida a la fanática resistencia por parte de algunos yihadistas del ISIS, encerrados en un área muy pequeña pero densamente poblada, llevó a un prolongado asedio.

## Antecedentes
Durante el curso de la guerra civil siria, el área de Baguz (incluyendo la ciudad vecina de Baguz at-Tahtani) permaneció bajo el control del Estado islámico de Irak y la organización ISIL. El área estaba administrada inicialmente por la Provincia ISIL del Euphrates, pero más tarde fue transferida al distrito al-Barakah.
En septiembre de 2017 las Fuerzas Democráticas Sirias empezaron una campaña para disputarle al Estado Islámico el control territorial del ribera oriental del río Éufrates. Durante esta campaña han sido apoyados por fuerzas de la Coalición Internacional Contra Estado Islámico, principalmente apoyo aéreo, artillería francesa y estadounidense y fuerzas especiales y supervisión estadounidense. Las FDS comenzaron la fase final de esta campaña en septiembre de 2018, capturando gradualmente la bolsa de territorio todavía bajo control del ISIS, que se extendía al este del Éufrates hasta la frontera iraquí.
la ciudad fue capturada a la organización ISIL por las Fuerzas Democráticas Sirias (FDS) el 23 de enero de 2019, dejando el ejército de ISIL completamente sitiado al norte de la ciudad de Al-Marashidah. Aun así, el día siguiente, el ISIL lanzó una serie de ataques suicidas para romper el asedio, permitiéndoles recapturar partes de la ciudad, con ataques aéreos dirigidos sobre las afueras de la ciudad por parte de la coalición internacional. El 7 de febrero de 2019, las tropas SDF capturaron Al-Marashidah y otras áreas próximas de ISIL, asediando completamente las tropas de ISIL en la ciudad de Baghuz, último asentamiento bajo su control en el Levante. El día 1 de febrero de 2019 el ISIS se había visto reducido a una bolsa de 4 kilómetros cuadrados, acorralados contra el río por las FDS y con los ejército sirio bloqueando el cruce del río e iraquí la huida a través de la frontera. El éxodo masivo de civiles frenó los avances, con una pausa de 8 días antes del inicio de la batalla por Baghuz.

## Batalla de Baghuz
El 9 de febrero de 2019, las Fuerzas Democráticas Sirias, con el apoyo de la Coalición CJTF-OIR, lanzó la ofensiva final para capturar Baguz y expurgar el último baluarte del territorio físico soportado por el Estado islámico, abriendo el ataque con un bombardeo masivo sobre las afueras de Huwayjat Khanafirah, seguido de unos enfrentamientos violentos que continuaron toda la noche hasta la madrugada, haciendo un uso importante de los visores telescópicos térmicos. La Coalición informó que había atacado una mezquita de Baguz el 11 de febrero, puesto que estaba siendo utilizada como centro de mando y control por parte del Estado Islámico.
El 28 de febrero, las Fuerzas Democráticas Sirias anunciaron el descubrimiento de una fosa común dentro de la ciudad que contendía cuerpos de hombres y mujeres, muchos de ellos decapitados, pensaron que podían ser esclavos Yazidi, iniciando una investigación para poder confirmar si eran Yazidis y miembros de Estado islámico. Un vídeo de "Furat FM" mostró la fosa común. El ejecutivo dijo que la mayoría de los cuerpos aparecieron con un tiro en la cabeza y que aparte de este hecho, se habían encontrado otras fosas comunes. El ataque final para liberar la ciudad se llevó a cabo el 1 de marzo.

### Segundo Asalto
A las 06:00 p. m. hora local del 1 de marzo, tres semanas después del asalto a Baguz, el portavoz de las Fuerzas Democráticas Sirias Mustafá Bali anunció que el cese de las hostilidades con el ISIS había finalizado y que unidades de las FDS habían comenzado operaciones ofensivas contra el último reducto controlado por el ISIS, un terreno de unos 4 kilómetros cuadrados al norte del Éufrates en el que los yihadistas y sus familias habían levantado una auténtica ciudad de tiendas y bajo la cual se estimaba se había construido una amplia red de cuevas y túneles. Bali afirmó: "Las personas evacuadas hoy nos han dicho que los civiles que quedaban dentro eran los que no habían querido salir". Añadiendo que las FDS avanzaban con cautela para evitar las minas terrestres IED y que los civiles que se fueran encontrando quedarían aislados, mientras las unidades siguiesen avanzando.
Las FDS atacaron simultáneamente desde dos frentes, empleando armamento pesado. El 2 de marzo el ISIS reaccionó empleando francotiradores, trampas explosivas, drones así como VBIEDs (sobre automóviles, motocicletas y bicicletas) para ralentizar el avance de las FDS. Un portavoz de las FDS minimizó la importancia del apoyo aéreo en esta fase de la operación, argumentando que la red de túneles empleada por los yihadistas, así como la elevada presencia de no combatientes dentro de la ciudad de tiendas, que se encontraban ya mezclados en la línea de frente con los combatientes, restringía mucho su uso. El mismo 2 de marzo se produjeron enfrentamientos entre el Ejército Sirio, en el margen occidental del Éufrates, y yihadistas que intentaban escapar del cerco a través del río, y que se saldaron en una derrota para los yihadistas. 
La dura resistencia ofrecida por los combatientes del ISIS obligó a las FDS a establecer posiciones de fuego en todo el frente, con ametralladoras cada 50 metros de frente, y a limitar los avances al arco nocturno, al amparo de la visión nocturna (los combatientes del ISIS carecían a estas alturas de estos medios).

Mapa de los movimientos militares durante el segmento final de la batalla, después del 12 de febrero de 2019. El territorio del gobierno sirio está situado al oeste y al sur de la curva del río.

### Segundo Punto Muerto
El 4 de marzo, tras percibir la elevada presencia de civiles aún presentes en la bolsa, las FSD interrumpieron de nuevo su avance, estableciendo un corredor seguro para aquellos que quisieran rendirse. Posteriormente ese mismo día, portavoces de las FDS y de la Coalición Internacional comunicaron que en torno a 500 personas, incluyendo a 150 supuestos combatientes, se habían rendido ese mismo día. El número de combatientes que todavía quedaba dentro de la bolsa seguía siendo desconocido, y continuaba la preocupación acerca de la red de túneles excavada bajo la ciudad de tiendas,  que se estimaba superaba los 2 kilómetros. El 5 de marzo se comunicó que 3000 personas habían abandonado la bolsa desde el 4 de marzo, sumando así más de 10 000 desde el 10 de febrero. Esta tregua en los combates continuaría hasta el 10 de marzo. Las tropas de las FDS, atrincheradas en lo alto de las casas de Baguz a cientos de metros de la ciudad de tiendas, podían ver a los exhaustos combatientes del ISIS y a sus familiares vagando por ella, pero reacios a rendirse a pesar de su desesperada situación, con graves carencias de comida y agua. La presencia de numerosas mujeres y niños, familiares de los yihadistas, continuaron frenando la reanudación de los combates.

### Tercer Asalto
El segundo punto muerto llegó a su final cuando, en la tarde del 10 de marzo, las FDS reanudaron el ataque a las 06:00 p. m. hora local. Las SDF comunicaron que los ataques aéreos y sus morteros estaban batiendo los depósitos de municiones y armamento del ISIS, lo que provocó numerosos incendios dentro del campo de tiendas. Al día siguiente, 11 de marzo, el ISIS contraatacó empleando al menos a 4 suicidas. Ese mismo día el ISIS publicó uno de sus últimos vídeos de propaganda, haciendo un llamamiento desesperado a sus seguidores en el extranjero a llevar a cabo ataques contra los "cruzados", un término utilizado por los yihadistas para referirse a los países occidentales, y a mantener la fe en Alá y en el Califato en medio de su completa erradicación territorial.
El 12 de marzo cientos de combatientes y familiares se rindieron en masa a las SDF. Las SDF comunicaron que consideraban que la batalla principal había finalizado y que solamente quedaba por limpiar una pequeña parte de la ciudad de tiendas, donde numerosos combatientes del ISIS todavía resistían escondidos en una amplia red de túneles, antes de declarar la victoria final. Ese mismo día, autoridades estadounidenses, declararon que no se pensaba que quedara ningún líder de alto rango dentro de la bolsa, considerando que habían huido a otras localizaciones en donde se mantendrían en la clandestinidad, de acuerdo al cambio de estrategia del ISIS hacia la insurgencia. El 13 de marzo un portavoz de las SDF declaró que el objetivo de los limitados avances que se hacían dentro de la bolsa y de los ataques con artillería y morteros, era persuadir a los combatientes del ISIS de que se rindieran y a los civiles de que salieran de la bolsa.
El 14 de marzo de 1300 yihadistas y sus familiares se rindieron durante una pausa en los combates. Ese mismo día un portavoz de las SDF declaró que más de 20 ataques suicidas habían tenido lugar entre el 13 y 14 de marzo, y que al menos 121 combatientes del ISIS habían sido abatidos desde el 10 de marzo.
Los días 18 y 19 de marzo las SDF hicieron avances significativos en la ciudad de tiendas, capturando el campamento del ISIS y tomando cientos de prisioneros, muchos de ellos heridos. Entre los días 19 y 23 se desarrollaron las últimas operaciones de limpieza, tanto de los artefactos explosivos dejados por los yihadistas durante su retirada, como de los últimos reductos de combatientes, en los cañaverales junto al río y bajo los acantilados al este del campamento. 
El día 23 de marzo de 2019 las FDS declararon la completa eliminación del autoproclamado califato, erradicando de facto su presencia en Siria. El gobierno de Estados Unidos emitió un comunicado de prensa ese mismo día declarando como liberado el 100% del territorio que alguna vez había sido ocupado por el ISIS. La Coalición Internacional contra el Estado Islámico también emitió un comunicado de prensa dando por finalizado físicamente al ISIS en Siria e Irak.

## Consecuencias
Tanto antes de la batalla como durante la misma, el principal foco de atención estuvo puesto en la situación humanitaria dentro de la bolsa. Las FDS ayudaron a trasladar a decenas de miles de civiles a campos de desplazados internos, y al mismo mantuvieron bajo detención temporal a miles de sospechosos de ser combatientes del ISIS o familiares. Tanto las SDF como los Estados Unidos han hecho llamamientos a la comunidad internacional a que repatrien a sus nacionales.
El 21 de febrero, un funcionario iraquí declaró que las FDS habían transferido la custodia de 150 combatientes del ISIS a las autoridades iraquíes, como consecuencia de un acuerdo que contemplaba la transferencia de hasta 502 combatientes, constituyendo de esta forma la repatriación de mayor tamaño hasta la fecha. El 24 de febrero oficiales del gobierno iraquí afirmaron haber acogido a otros 13 yihadistas, todos ellos de nacionalidad francesa.
Para el día 1 de marzo, la población del campo de refugiados de al-Hawl sobrepasó las 50.000 personas, debido a la llegada masiva de refugiados de la batalla de Baguz. Según las Naciones Unidas al menos 50 niños habrían muerto en el campo de al-Hawl desde diciembre de 2018 o en tránsito hacia él desde los territorios aún controlados por el ISIS. Al finalizar la batalla a finales de marzo, el número de muertos en este campo de refugiados se había elevado a más de 100 y la población del campo había alcanzado las 74.000 almas.
Numerosas voces se han alzado respecto a cuál va a ser el futuro de tanto de los yihadistas prisioneros como de sus familiares. No solo surge el problema de si los países de origen de los yihadistas extranjeros se van a hacer cargo de ellos, también preocupa la cuestión de qué hacer con aquellos individuos radicalizados, que no han renunciado a su ideología a pesar de la erradicación territorial del Califato y que admiten públicamente tener la intención de educar a sus hijos en la ideología del ISIS.